# 座位分娩
座位分娩（ざいぶんべん）とは、出産時に座位、すなわち上半身を起こした姿勢(座った姿勢)で行う分娩方法である。分娩台で仰向けになる仰臥位（ぎょうがい）分娩とは異なり、重力を利用して胎児の下降を促し、分娩をスムーズに進めることができるとされる。  

## 特徴
姿勢
- 分娩椅子、分娩用スツール、またはパートナーや助産師の支えを利用して座位を保つ。

- 深く腰掛けた状態や、やや前傾姿勢をとることもある。

メリット
- 重力を活用し、胎児が自然に産道を降りやすくなる。
- 骨盤が開きやすくなるため、分娩時間の短縮が期待できる。
- いきみやすい姿勢で、母体の負担を軽減する。

デメリット・リスク
- フリースタイル分娩を取り扱う分娩施設でしか出産できない為医療機関によっては実施していない場合がある。  [1]
- 直腸が圧迫されやすく、排泄の可能性がある。
- 分娩時の出血量のコントロールが難しくなることがある。
- 介助する産科医や助産師が赤ちゃんを取り上げにくい。[2]
- 出産時の重力によりお産の進行が早くなり、分娩子宮頸管裂傷や会陰裂傷がおこりやすい。[3]

## 歴史と現代の実施状況
座位分娩は歴史的に多くの文化で用いられてきた。伝統的な助産の場面では、分娩椅子やパートナーの支えを利用する方法が一般的だった。現代では、自然分娩を重視する助産院や、一部の病院で導入されている。    
座位分娩は、自然な出産を希望する妊婦に選ばれることがあるが、妊娠の経過や医療機関の対応によって適応が異なるため、医師や助産師と相談しながら選択することが推奨される。